# .ao
Pour les articles homonymes, voir AO.
.ao est le domaine de premier niveau national (country code top level domain : ccTLD) réservé à l'Angola.